# 保田克也
保田 克也（やすだ かつや、1992年4月19日 - ）は、日本の元プロボクサー。茨城県小美玉市出身。元WBOアジアパシフィックライト級王者。大橋ボクシングジム所属。

## 来歴
中学3年生からボクシングを始めた。水戸短大付高校(現水戸啓明高校)卒業後、中央大学に入学。なお中央大学時代、主将を務めて国体で成年ウェルター級の部で優勝経験がある。
大学卒業後、一度ボクシングを引退するが大橋ジムの誘いがあってプロボクサーデビュー。
2017年8月30日、プロデビュー戦は1回KO勝ち。
2022年2月28日、後楽園ホールで行われた「第85回フェニックスバトル」にて日本ライト級12位の仲里周磨と対戦し、8回2-0（74-76×2、75-75）判定負けでプロ初黒星。
2023年6月3日、後楽園ホールでWBOアジアパシフィックライト級王座決定戦を同級2位のアピチェット・ペッチマネーと行い、12回3-0（115-113、116-111、118-109）判定勝ちを収め王座獲得に成功。
2023年9月12日、後楽園ホールでWBOアジアパシフィックライト級3位のジュン・ミンホとWBOアジアパシフィックライト級タイトルマッチを行い、12回3-0（119-109×2、118-110）判定勝ちを収め、初防衛に成功した。
2024年1月9日、後楽園ホールでWBOアジアパシフィックライト級11位の佐伯瑠壱斗とWBOアジアパシフィックライト級タイトルマッチを行い、9回1分23秒TKO勝ちを収め2度目の防衛に成功した。
2024年7月9日、後楽園ホールでWBOアジアパシフィックライト級3位のプレスコ・カルコシアとWBOアジアパシフィックライト級タイトルマッチを行い、8回1分58秒KO勝ちを収め3度目の防衛に成功した。
2024年11月21日、後楽園ホールでOPBF東洋太平洋ライト級王者およびWBOアジアパシフィック同級2位の宇津木秀とWBOアジアパシフィック&OPBF東洋太平洋ライト級王座統一戦を行い、両者共に5度のダウンの奪い合いとなるも6回2分47秒TKO負けを喫しWBOアジアパシフィック王座から陥落、アジア王座統一とはならなかった。
2024年12月31日、自身のXアカウントにて現役を引退することを発表した。。

## 戦績
- アマチュアボクシング - 76戦64勝12敗（30KO）
- プロボクシング - 16戦14勝2敗（9KO）

| 戦           | 日付           | 勝敗 | 時間    | 内容         | 対戦相手                               | 国籍         | 備考                                                        |
| ------------ | -------------- | ---- | ------- | ------------ | -------------------------------------- | ------------ | ----------------------------------------------------------- |
| 1            | 2017年8月30日  | ☆    | 1R      | KO           | レノ・アリゾナ                         | インドネシア | プロデビュー戦                                              |
| 2            | 2017年12月30日 | ☆    | 6R      | 判定 2-0     | 李吉蘇                                 | 韓国         |                                                             |
| 3            | 2018年9月11日  | ☆    | 3R      | TKO          | アンショリ・アンハーピトゥレイ         | インドネシア |                                                             |
| 4            | 2019年7月1日   | ☆    | 6R      | 負傷判定 3-0 | ジェリー・カストロベルデ（寝屋川石田） | 日本         |                                                             |
| 5            | 2019年9月17日  | ☆    | 4R      | TKO          | ジャック・ドルー                       | インドネシア |                                                             |
| 6            | 2019年12月2日  | ☆    | 2R      | TKO          | レンガ・レンガ                         | インドネシア |                                                             |
| 7            | 2020年9月16日  | ☆    | 8R      | 判定 3-0     | ピッコロ・ボリバー（カシミ）           | 日本         |                                                             |
| 8            | 2021年5月21日  | ☆    | 5R      | TKO          | 高田朋城（ワールドS）                  | 日本         |                                                             |
| 9            | 2022年2月28日  | ★    | 8R      | 判定 0-2     | 仲里周磨（オキナワ）                   | 日本         |                                                             |
| 10           | 2022年7月12日  | ☆    | 6R      | TKO          | カエファー・トーブアマス               | タイ         |                                                             |
| 11           | 2022年11月8日  | ☆    | 2R      | KO           | ラチャッタ・カオピマイ                 | タイ         |                                                             |
| 12           | 2023年6月3日   | ☆    | 12R     | 判定 3-0     | アピチェート・ペットマニー             | タイ         | WBOアジア太平洋ライト級タイトルマッチ                       |
| 13           | 2023年9月12日  | ☆    | 12R     | 判定 3-0     | 鄭珉浩                                 | 韓国         | WBOアジア太平洋ライト級王座防衛1                            |
| 14           | 2024年1月9日   | ☆    | 9R      | TKO          | 佐伯瑠壱斗（岐阜ヨコゼキ）             | 日本         | WBOアジア太平洋ライト級王座防衛2                            |
| 15           | 2024年7月9日   | ☆    | 8R      | KO           | プレスコ・カルコシア                   | フィリピン   | WBOアジア太平洋ライト級王座防衛3                            |
| 16           | 2024年11月21日 | ★    | 6R 2:47 | TKO          | 宇津木秀（ワタナベ）                   | 日本         | OPBF・WBOアジア太平洋ライト級王座統一戦 WBOアジア太平洋陥落 |
| テンプレート |                |      |         |              |                                        |              |                                                             |

## 獲得タイトル

### アマチュア
- 第68回国民体育大会成年の部ウェルター級 優勝

### プロ
- WBOアジアパシフィックライト級王座（防衛3）